# Atletisme als Jocs Olímpics d'estiu de 1904 - marató homes

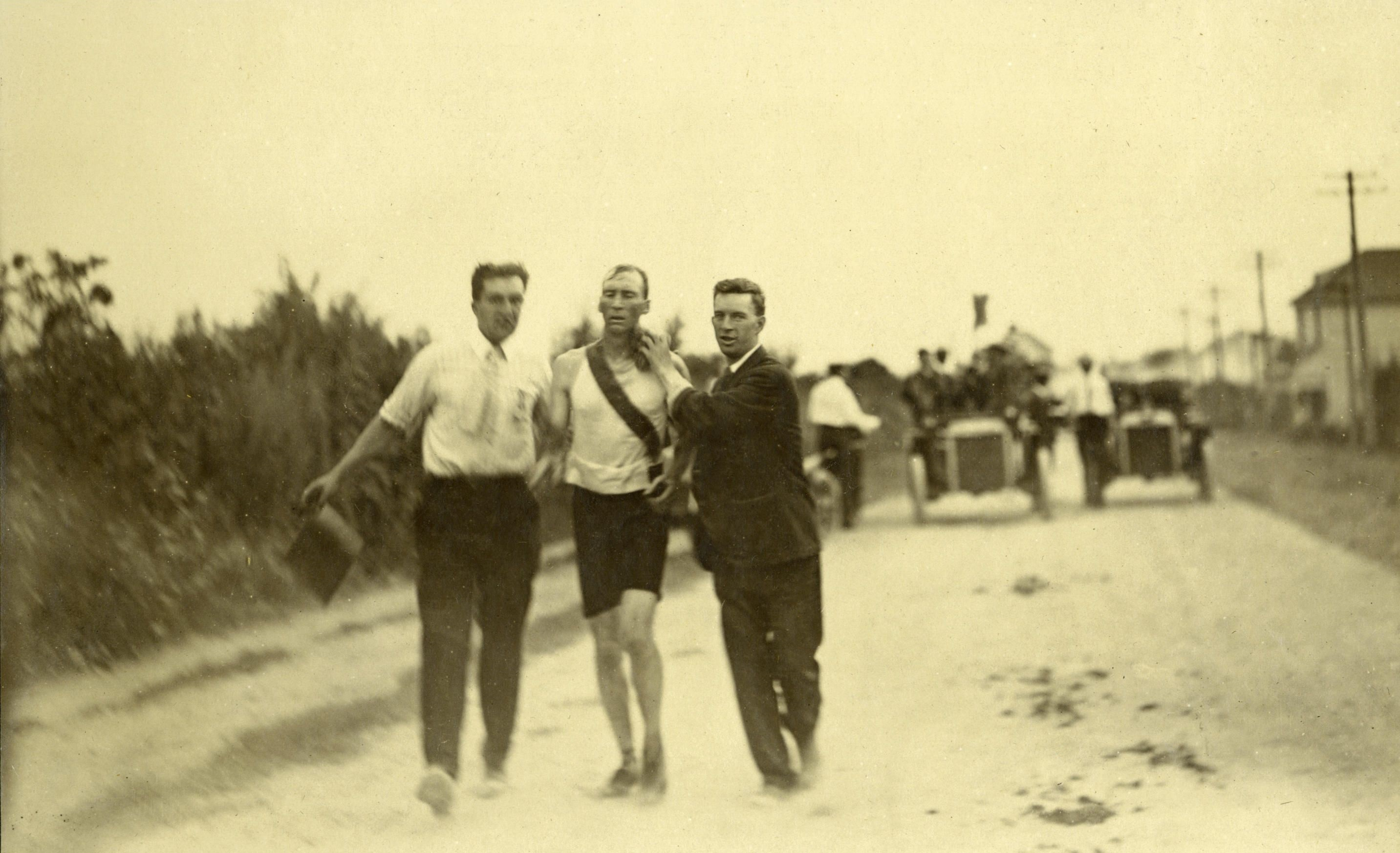
Thomas J. Hicks amb uns seguidors

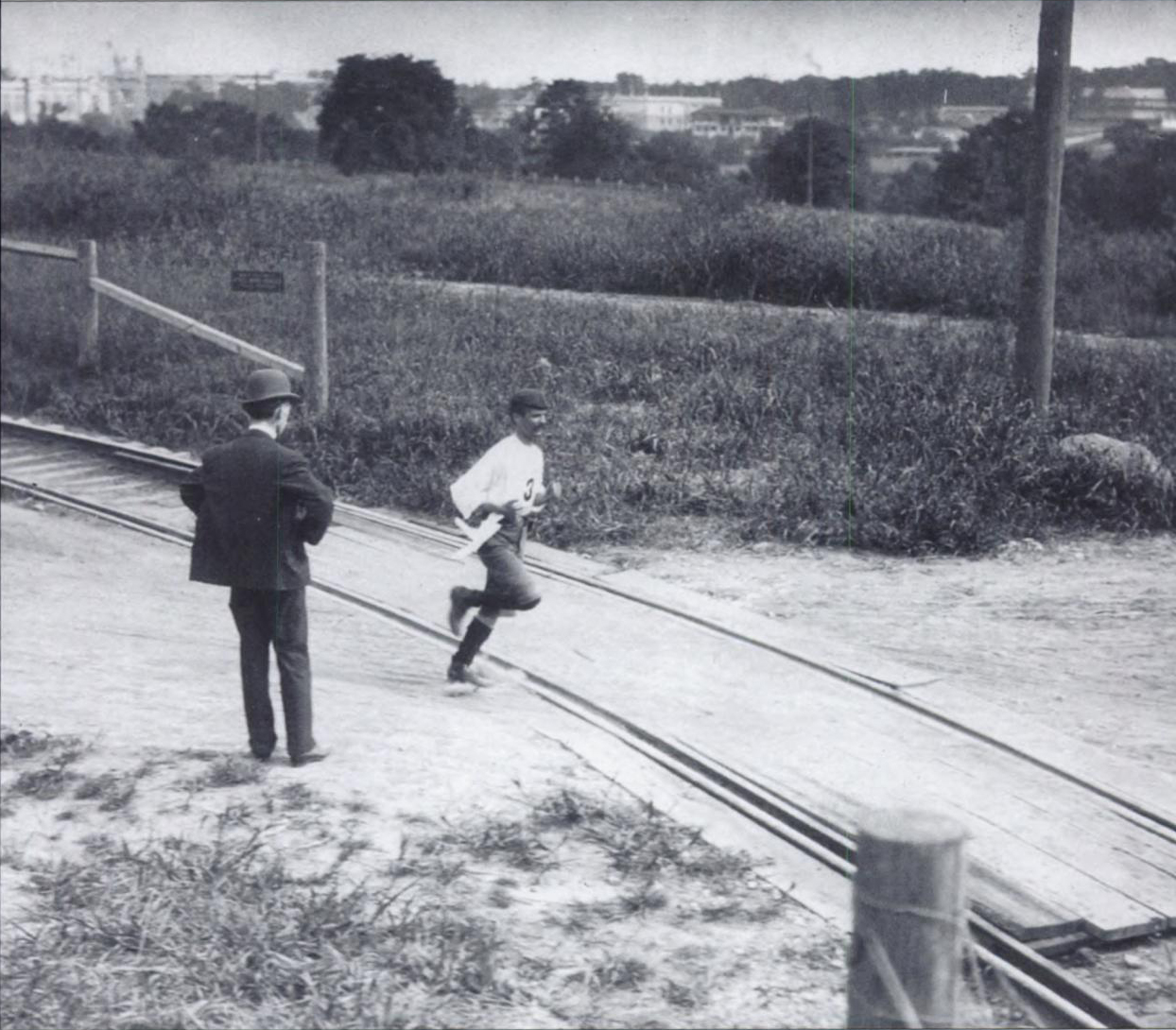
El cubà Andarín Carvajal en el seu camí cap a la quarta posició final.

La marató masculina va ser una de les proves disputades durant els Jocs Olímpics de Saint Louis de 1904. La prova es va disputar el 30 d'agost de 1904, sobre una distància de 40 kilòmetres, i hi van prendre part trenta-dos atletes, de quatre nacions diferents.

## Rècords
Aquests eren els rècords del món i olímpic que hi havia abans de la celebració dels Jocs Olímpics de 1904.
| Rècord del Món | cap            | cap           | cap          | cap                     |
| Rècord Olímpic | 2h 58' 50" (*) | Spirídon Luïs | Atenes (GRE) | 10 d'abril de 1896 (CG) |

(*) La distància també era de 40 kilòmetres

## Resultats
Frederick Lorz va parar de córrer a causa d'esgotament després d'haver recorregut 14,5 km. El seu mànager el va ajudar pujant-lo al seu cotxe i tot recorrent 17,7 km, però a causa d'una avaria al cotxe, Lorz va haver de continuar a peu, arribant en primera posició a l'estadi olímpic. Fou descobert i desqualificat de la cursa.
| Posició | Atleta               | Temps      |
| ------- | -------------------- | ---------- |
| Or      | Thomas J. Hicks      | 3h 28' 53" |
| Plata   | Albert Coray         | 3h 34' 52" |
| Bronze  | Arthur Newton        | 3h 47' 33" |
| 4       | Andarín Carvajal     | desconegut |
| 5       | Dimitrios Veloulis   | desconegut |
| 6       | David Kneeland       | desconegut |
| 7       | Henry Brawley        | desconegut |
| 8       | Sidney Hatch         | desconegut |
| 9       | Len Tau              | desconegut |
| 10      | Christos Zechouritis | desconegut |

| Classificació final (11–32) | Classificació final (11–32) | Classificació final (11–32) | Classificació final (11–32) |
| --------------------------- | --------------------------- | --------------------------- | --------------------------- |
| 11                          | F. P. Devlin                | desconegut                  |                             |
| 12                          | Jan Mashiani                | desconegut                  |                             |
| 13                          | John Furla                  | desconegut                  |                             |
| 14                          | Andrew Oikonomou            | desconegut                  |                             |
| DNF                         | Edward P. Carr              | desconegut                  |                             |
| DNF                         | Georgios Drosos             | desconegut                  |                             |
| DNF                         | Robert Fowler               | desconegut                  |                             |
| DNF                         | John Foy                    | desconegut                  |                             |
| DNF                         | William Garcia              | desconegut                  |                             |
| DNF                         | Charilaos Giannakas         | desconegut                  |                             |
| DNF                         | Bertie Harris               | desconegut                  |                             |
| DNF                         | Thomas J. Kennedy           | desconegut                  |                             |
| DNF                         | John Lordon                 | desconegut                  |                             |
| DNF                         | Ioannis Lougkitsas          | desconegut                  |                             |
| DNF                         | Georgios Louridas           | desconegut                  |                             |
| DNF                         | Samuel Mellor               | desconegut                  |                             |
| DNF                         | Frank Pierce                | desconegut                  |                             |
| DNF                         | Petros Pipiles              | desconegut                  |                             |
| DNF                         | Guy Porter                  | desconegut                  |                             |
| DNF                         | Michael Spring              | desconegut                  |                             |
| DNF                         | Georgios Vamkaitis          | desconegut                  |                             |
| DISQ                        | Frederick Lorz              | 3h 13' 00"                  |                             |

DNF: No finalitza la cursa
DISQ: Desqualificat